# Libdca
libdca (dawniej libdts) to biblioteka służąca do dekodowania strumienia dźwięku zakodowanego za pomocą kodeka DTS Coherent Acoustics, rozwijana na licencji GNU GPL przez Gildasa Bazina w ramach projektu VideoLAN.
Pierwsze wydanie biblioteki miało miejsce w lutym 2004 roku, w grudniu 2004 roku z powodu roszczeń patentowych usunięto kody źródłowe ze strony domowej i zaprzestano dalszego rozwoju biblioteki. W 2006 roku na stronie domowej z powrotem udostępniono źródła biblioteki.